# Vila Chopin
Vila Chopin, původním názvem vila Schäffler, stojí v ulici Krále Jiřího 2, č. p. 1000, ve čtvrti Westend v Karlových Varech. Projektová dokumentace pochází z ateliér Fellner a Helmer, stavební styl byl ovlivněn historismem. Stavba byla realizována v roce 1895.

## Historie
Parcelu č. IV vytyčenou u Malých Versailles v tehdejší ulici Eduard Knoll-Strasse, dnes Krále Jiřího, ve vilové čtvrti Westend zakoupil dne 24. srpna 1893 městský rada (a od roku 1894 starosta města) Ludwig Schäffler. Zpracováním projektu byli pověřeni vídeňští architekti Ferdinand Fellner a Hermann Helmer působící společně v Ateliéru Fellner a Helmer. Stavba vily Schäffler byla dokončena v roce 1895.
Po roce 1948 byla zestátněna a v této souvislosti pak i přejmenována.
V současnosti (únor 2021) je vila evidována jako objekt k bydlení ve vlastnictví České republiky, kde příslušnost hospodařit s majetkem státu má Ministerstvo obrany ČR.

## Popis

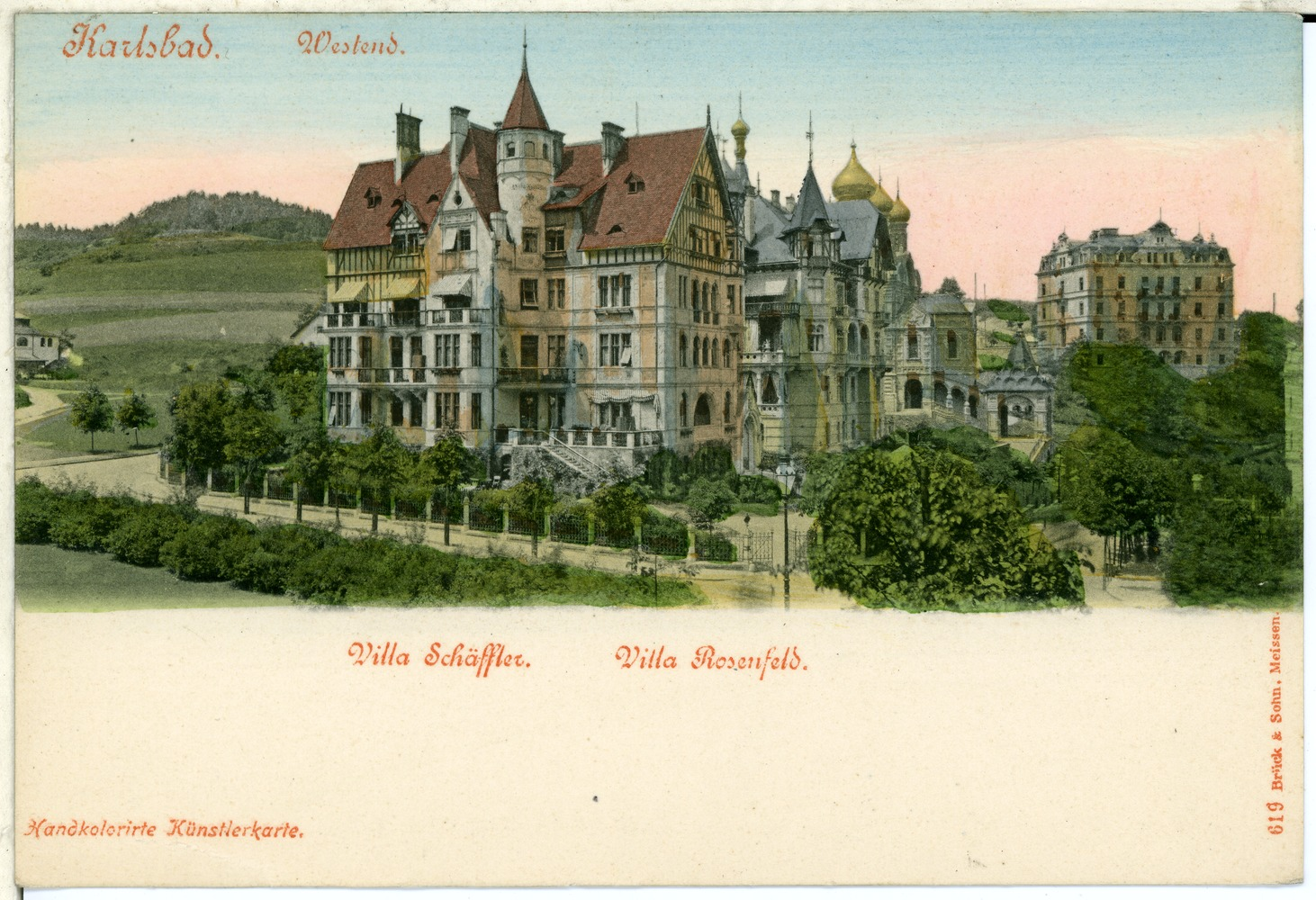
Vila Chopin, pohled z jižní strany, rok 1898

Vila byla postavena ve čtvrti Westend na adrese ulice Krále Jiřího 2, č. p. 1000, stojí však na nároží tří ulic – Krále Jiřího (dříve Eduard Knollstrasse), Sadové (dříve Parkstrasse) a Petra Velikého (dříve Westendstrasse). Objekt má nepravidelný, zhruba obdélný půdorys, je dvoupatrový se suterénem a zvýšeným přízemím. Stavbu zdobí řada výstupků, arkýřů, věží, balkónů, lodžií a teras. Mohutnost suterénu je zdůrazněna kyklopským zdivem z nepravidelných velkých kamenů. Fasáda je architektonicky členěna jednotlivými římsami a hrázděním štítů. Vstup do budovy je umístěn z východní strany stavby ze Sadové ulice. Za vstupním prostorem se vchází na schodiště, vedle kterého byla umístěna původní hygienická zařízení. Na schodiště navazuje hala a dále průběžná chodba s jednotlivými pokoji.
Nejdominantnější je strana jižní do ulice Petra Velikého, kde je do objektu umístěna okrouhlá věž s osmibokým nástavcem zastřešená osmibokou jehlanovou střechou. Ve zvýšeném přízemí věže je vstup na zahradní terasu, v prvním patře pak okrouhlý balkonek s kovanou mříží. Ve středním rizalitu z boční (východní) strany je situována nika s postavou sv. Floriána. Štít rizalitu obsahuje nápisovou stuhu s údajem „Anno domini 1895“.
Z původní stavby se v interiéru částečně dochovaly některé umělecko-řemeslné prvky a architektonické detaily. Jde hlavně o historizující výplňové vstupní dveře s kovanými mřížemi, skleněné vitráže oken ve vstupní chodbě, lítací dveře a dekorované stropy. Před vilou je zachované kované oplocení s pilířky, u schodiště do zahrady je uchován štítek s názvem objektu.